# 黹部
黹部，為漢字索引中的部首之一，康熙字典214個部首中的第二百〇四個（十二劃的則為第四個）。就繁體和簡體中文中，黹部歸於十二劃部首。黹部只以左方為部字。且無其他部首可用者將部首歸為黹部。

## 部首單字解釋
縫紉、刺繡。見說文。

## 字形

甲骨文
金文
大篆
小篆

## 字例
| 除部首外之筆劃 | 字例 -{ |
| -------------- | ------- |
| 0              | 黹      |
| 4              | 黺      |
| 5              | 黻      |
| 7              | 黼 }-   |